# Pantothensäure
Pantothensäure, auch Vitamin B5, ist ein wasserlösliches Vitamin aus der Reihe der B-Vitamine und ein Derivat von β-Alanin. Der Name leitet sich von dem griechischen πάντοθεν (pántothen, d. h. von allen Seiten her, in jeder Beziehung, überhaupt) ab, denn zumindest kleine Mengen an Pantothensäure sind in so gut wie jedem Nahrungsmittel enthalten.

## Funktion
Pantothensäure ist nötig für den Aufbau von Coenzym A, das im Stoffwechsel den Transfer von Acylgruppen katalysiert (z. B. im Citratzyklus oder der Fettsäureoxidation/-Biosynthese als Acetyl-CoA, Succinyl-CoA, Malonyl-CoA). Es ist beteiligt am Auf- und Abbau von Kohlenhydraten, Fetten und an der Synthese von Cholesterin, das für die Bildung der Steroidhormone gebraucht wird.

## Biosynthese
Pantothensäure kann bei Wirbeltieren (einschließlich Mensch) durch Umwandlung aus dem Provitamin Dexpanthenol entstehen.
Pantothensäure entsteht unter anderem in Bakterien und Archaeen bei der Kondensationsreaktion zwischen Pantoinsäure und β-Alanin. Pantothensäure ist chiral, folglich gibt es zwei Enantiomere der Pantothensäure, (R)-N-(2,4-Dihydroxy-3,3- dimethyl-1-oxobutyl)-β-alanin und (S)-N-(2,4-Dihydroxy-3,3- dimethyl-1-oxobutyl)-β-alanin und das Racemat (1:1-Mischung des  (R)- und des (S)-Enantiomers). Wenn in diesem Artikel oder in der Fachliteratur nicht ausdrücklich anders erwähnt, beziehen sich alle Angaben über Pantothensäure auf das in der Natur vorkommende reine (R)-Enantiomer.

## Transport
Beim Menschen wird Pantothensäure vom Transportprotein SMVT (sodium multi-vitamin transporter) resorbiert.
Überschuss an Pantothensäure wird rasch über den Urin abgegeben.

## Vorkommen
Pantothensäure kommt insbesondere in Vollkornprodukten, Hülsenfrüchten, Eiern, Nüssen und Pilzen vor.

## Bedarf
Der Bedarf von 6 mg/Tag wird für gewöhnlich über normale Ernährung gedeckt. Eine Unterversorgung ist sehr selten, kann aber beispielsweise im Zusammenhang mit Darmerkrankungen, Alkoholmissbrauch oder chronischen Entzündungen auftreten.

## Mangelerscheinungen
Ein isolierter Mangel an Pantothensäure als Hypovitaminose ist selten; vielmehr fehlen dem Körper meist auch andere Vitamine der B-Gruppe. Ein Mangel kann zu Müdigkeit, Schlaflosigkeit, Depressionen, tauben oder schmerzenden Muskeln, Anämie, Immunschwächen und Magenschmerzen führen.
Das sogenannte Burning-Feet-Syndrom (burning feet = brennende Füße) tritt nach einem drei- bis viermonatigen Pantothensäuremangel auf. Die Krankheitserscheinungen sind zuerst Kribbeln und Taubheit in den Zehen, gefolgt von Brennen und Stechen in den Füßen. Diese Beschwerden werden von psychischen und neurologischen Erscheinungen wie Muskelverspannung oder Nervenreizzuständen begleitet. Bekannt wurde das Syndrom während des Zweiten Weltkrieges bei Kriegsgefangenen in Burma, auf den Philippinen und in Japan, die an Pantothensäuremangel litten.

## Folgen einer Überdosierung
Bei monatelanger Einnahme von deutlich über 10 g Pantothensäure pro Tag kann es als Hypervitaminose zu leichten Darmstörungen kommen, bei Überdosierungen um mehr als das Tausendfache der Maximalempfehlung zu gastrointestinalen Störungen oder Durchfall.

## Geschichte
Pantothensäure wurde im Jahr 1931 vom amerikanischen Ernährungsbiologen und Biochemiker Roger John Williams als Stoff entdeckt, der das Wachstum von Hefen fördert.

## Verwendung
In Form des Natrium-Salzes oder Calcium-Salzes oder von (R)-Panthenol findet Pantothensäure medizinisch zur Wundheilung sowie in Haarbehandlungsmitteln und Futterzusätzen Anwendung. Topisch wird es in Form von Dexpanthenol bei Hautverletzungen, Akne und Haarausfall angewandt. Die Wirkung ist umstritten. Außerdem ist es in vielen Energydrinks enthalten.